# Kunie Tanaka
Kunie Tanaka (jap. 田中 邦衛 Tanaka Kunie; * 23. November 1932 in Toki District (present-day Toki City), Gifu Prefecture; † 24. März 2021 in Yokohama City, Kanagawa Prefecture) war ein japanischer Schauspieler. Tanaka machte sich zunächst als lüsterner Antagonist der Wakadaishō-Filmreihe (1961–1981) einen Namen. Er ist auch durch seine Rollen in Kinji Fukasakus Yakuza-Filmen bekannt, insbesondere in den Serien Battles Without Honor und Humanity (1973–1974) und für seine Hauptrolle in der Fernsehserie Kita no Kuni Kara (1981–2002).

## Leben und Karriere
Tanaka wurde am 23. November 1932 im Distrikt Toki, Gifu, als Sohn einer Familie von Mino-Keramik-Töpfern geboren. Nach seinem Abschluss am Reitaku Junior College wurde er Vertretungslehrer in Gifu. Allerdings gab er den Job auf, um Schauspieler für die Haiyuza Theatre Company zu werden.
1957 erhielt Tanaka seine erste Filmrolle in Imai Tadashis Jun'ai Monogatari. Seine erste größere Filmrolle spielte er als Schläger in Akira Kurosawas The Bad Sleep Well aus dem Jahr 1960. Es folgten weitere gemeinsame Zusammenarbeiten in den Filmen Sanjuro aus dem Jahr 1962 sowie Dodeskaden – Menschen im Abseits von 1970. Er etablierte sich als Schauspieler mit der Rolle des lüsternen Antagonisten Shinjiro Ishiyama, genannt „Aodaishō“, in Daigaku no Wakadaishō aus dem Jahr 1961. Dieser Film bildete den Auftakt der insgesamt 17 Filme umfassende Wakadaishō-Filmreihe, in dieser er die Rolle bis einschließlich 1981 in jedem Teil wiederholte. Tanaka trat auch in Masaki Kobayashis Kwaidan von 1964 auf und verkörperte den fiktiven Zeichentrickcharakter Daisuke Jigen in Lupin III: Strange Psychokinetic Strategy aus dem Jahr 1974. Er ist auch dafür bekannt, Masakichi Makihara in Kinji Fukasaku Yakuza-Filmreihe Battles Without Honor und Humanity Mitte der 1970er Jahre verkörpert zu haben. Er ist außerdem für die Verkörperung des Goro Kuroita in der Fernsehserie Kita no Kuni Kara, die zwischen 1981 und 2002 ausgestrahlt wurde, bekannt. Seine letzte Filmrolle hatte er 2010 in Saigo no Chushingura.
Tanaka wurde für fünf Japanese Academy Awards nominiert und gewann 1993 für seine Leistung im Film A Class to Remember den Preis als bester Nebendarsteller. Außerdem gewann er 1983 den Blue Ribbon Award als bester Nebendarsteller für Nogare no Machi und Izakaya Chōji und 1986 den Blue Ribbon Award als bester Hauptdarsteller für Uhohho Tankentai. Für seine Verdienste um die Kunst zeichnete die japanische Regierung Tanaka 1999 mit der Ehrenmedaille und 2006 mit dem Orden der Aufgehenden Sonne aus.
Am 24. März 2021 verstarb Tanaka in Yokohama im Alter von 88 Jahren.
Der fiktive Marine-Admiral Borsalino „Kizaru“ im Manga One Piece von Eiichirō Oda basiert auf sein Aussehen im Film Torakku yarô: Ichiban hoshi kita e kaeru aus dem Jahr 1978.

## Filmografie (Auswahl)
- 1957: Geschichte einer wahren Liebe (Jun'ai monogatari/純愛物語)
- 1959: Barfuß durch die Hölle – 2. Teil: Die Straße zur Ewigkeit (Ningen no joken II/人間の條件)
- 1960: Das Grab der Sonne (Taiyô no hakaba/太陽の墓場)
- 1960: Die Verworfenen schlafen gut (Warui yatsu hodo yoku nemuru/悪い奴ほどよく眠る)
- 1966: Sword of Doom (Dai-bosatsu tôge/大菩薩峠)
- 1966: The Face of Another (Tanin no kao/他人の顔)
- 1967: The Free Island (Kigeki Furoshiki)
- 1970: Dodeskaden – Menschen im Abseits (Dodeskadenどですかでん)
- 1972: Sommersoldaten (Samâ sorujâ/サマー・ソルジャー)
- 1974: Submersion of Japan (Nippon Chinbotsu Terebijon Shirīzu/日本沈没, Fernsehserie)
- 1975: Graveyard of Honor (Jingi no hakaba/仁義の墓場)
- 1975: Panik im Tokio-Express (Shinkansen Daibakuha/新幹線大爆破)
- 1975: Detective Hagure (Fernsehserie)
- 1976: Notwehr (Kimi yo fundo no kawa wo watare/君よ憤怒の河を渉れ)
- 1977: Das Dorf der acht Grabsteine (Yatsuhaka-mura/八つ墓村)
- 1978: Falcons of Edo (Edo no Taka: Goyôbeya Hankachô, Fernsehserie, 35 Episoden)
- 1978–1980: Chefinspektor Kaga – Flughafenpolizei Tokio (Daikūkō/大空港, Fernsehserie)
- 1981–1982: From the Northern Country (Kita no kuni kara/北の国から, Fernsehserie, 24 Episoden)
- 1982: Private Detective DOBU 3: The Exile Island Murder Case
- 1982: Private Detective DOBU 2: The Kyoto Murder Case
- 1983: Deadly Swords in Search of Hidden Gold
- 1983: The Undercover Ninja Organization (Fernsehfilm)
- 1983: Private Detective DOBU 6: The Origami Murder Case
- 1983: Private Detective DOBU 5: The Pinwheel Murder Case
- 1983: Private Detective DOBU 4: The Mysterious Kite Murders Case
- 1991: Liebe braucht keine Worte (Musuko/息子)
- 1991: Private Detective DOBU (Fernsehserie)
- 1993: A Class to Remember (Gakkô/学校)
- 1993: Lone Wolf and Cub: Final Conflict (Kozure Ōkami: Sono Chiisaki Te ni/子連れ狼 その小さき手に)
- 2004: The Hidden Blade (Kakushi Ken: Oni no Tsume/隠し剣 鬼の爪)
- 2004: Shinsengumi! (新選組!, Fernsehserie)

## Auszeichnungen
- 1967: Mainichi Film Award for Best Actor[3]
- 1983: Blue Ribbon Award als bester Nebendarsteller
- 1986: Blue Ribbon Award als bester Schauspieler
- 1993: Japanese Academy Award als bester Nebendarsteller
- 1999: Ehrenmedaille
- 2006: Orden der Aufgehenden Sonne